# Acanthochondria rectangularis
Acanthochondria rectangularis – gatunek widłonoga z rodziny Chondracanthidae. Opisał go w 1920 roku kanadyjski zoolog Charles McLean Fraser (1872–1946), nadając mu nazwę Chondracanthus rectangularis.